# Meteorologiåret 1856

## Händelser

### April
- April – 127.3 millimeter nederbörd faller över Southampton i England, Storbritannien vilket innebär nytt lokalt rekord för månaden.[1]

### December
- 3 december – En tre dagar lång snöstorm härjar i Iowa, USA.[2]

### Okänt datum
- Den svenska författarinnan Fredrika Bremer ger ut romanen "Hertha", som enligt Svenska Akademien blir tidigaste belägget för ordet "Brittsommar" [3].
- Ett meteorologiskt institut upprättas i Frankrike [4]

## Födda
- Fjodor Panajev, rysk klimatolog.

### Fotnoter
1. ↑  Met Office
2. ↑  This Day in Weather History - December Arkiverad 15 december 2010 hämtat från the Wayback Machine.
3. ↑  SMHI.
4. ↑  DMI